# Jean-François Mertens
Jean-François Mertens (11 de março de 1946 – 17 de julho de 2012) foi um teórico dos jogos e economista matemático belga.
Foi palestrante do Congresso Internacional de Matemáticos em Berkeley (1986: Repeated games).